# 73. Infanterie-Division (Wehrmacht)
Die 73. Infanterie-Division (73. ID) war ein Großverband des Heeres der deutschen Wehrmacht im Zweiten Weltkrieg.

## Divisionsgeschichte

### Aufstellung
Die Division wurde am 26. August 1939 als Teil der 2. Aufstellungswelle und als Reserve-Division des Wehrkreises XIII aufgestellt. Die Aufstellung erfolgte durch die 17. Infanterie-Division, wobei der Divisionsstab aus dem Artillerie-Kommando 17 (Nürnberg) gebildet wurde.

### Polenfeldzug
Die Division bildete beim Überfall auf Polen eine Reserve der 4. Armee. 

### Westfeldzug
Am Westfeldzug 1940 nahm sie anfangs als Reserve der 16. Armee (Luxemburg), in der zweiten Phase im Verband der 12. Armee (Belfort) teil.

### Besatzungstruppe Frankreich
Anschließend wurde sie als Besatzungstruppe im Elsass verwendet.
Im März 1941 erfolgte mit der 12. Armee die Verlegung nach Rumänien. 

### Balkanfeldzug
Die Division rückte dann nach Bulgarien vor, von wo aus sie im April als Teil der 12. Armee zum Angriff auf Jugoslawien antrat. Sie verblieb danach für kurze Zeit in Mazedonien und bereitete sich anschließend im Raum Jassy auf den bevorstehenden Angriff auf die Sowjetunion vor. 

### Unternehmen Barbarossa
Beim Angriff auf die Sowjetunion wurde sie im Verband der 11. Armee eingesetzt und drang über Kischinew, Nikolajew und Cherson bis zur Landenge von Perekop vor. Nach dem Durchbruch auf die Krim nahm sie an den dortigen Kämpfen teil, bis sie im Dezember an die 1. Panzerarmee abgegeben und anschließend an der Mius-Front eingesetzt wurde.
Im Sommer 1942 ging sie über den unteren Don ins Kuban-Gebiet vor (vgl.: Fall Blau) und nahm, nunmehr der 17. Armee unterstellt, unter anderem an den Kämpfen um Noworossijsk teil. 

### Kuban-Brückenkopf
Nach dem deutschen Rückzug aus dem Kaukasus war sie an der Verteidigung des Kuban-Brückenkopfes beteiligt. Nach der Räumung des Brückenkopfes im Herbst 1943 wurde sie zeitweise bei der 6. Armee im Raum Melitopol eingesetzt. 

### Vernichtung
Im Frühjahr 1944 wurde sie auf die Krim zurückgezogen und während der folgenden Schlacht um die Krim zerschlagen. Lediglich Reste der Division konnten über das Schwarze Meer nach Rumänien evakuiert werden.

### Neuaufstellung 1944
Am 16. Juni 1944 wurde die Division in Ungarn neu aufgestellt und im August zum IV. SS-Panzerkorps an der Weichsel verlegt.

### Weichsel
Die Heeresgruppe Mitte hatte die 73. Infanterie-Division angefordert, um den Brückenkopf Praga östlich der Weichsel zu halten. 

### Vernichtung bei Warschau
Im September 1944 wurde die Division bei Warschau aufgerieben und die Heeresgruppe Mitte beantragte am 18. September 1944 wegen „Versagens“ deren Auflösung. Dies wurde jedoch abgelehnt.

### Divisionsreste als Divisionskampfgruppe
Im Januar 1945 sollte die Division die Verteidigung der Festung Thorn verstärken und vereinigte sich dafür mit den Restteilen der Festungs-Division Warschau.
Nach einer Neuaufstellung als Kampfgruppe kämpfte sie bis zu ihrer erneuten Vernichtung bei Danzig im April 1945. 

### Versenkung der Goya
Der Divisionsstab wurde aus Danzig evakuiert, kam aber bei der Versenkung des Dampfers Goya durch ein sowjetisches U-Boot in der Nacht vom 16. zum 17. April 1945 ums Leben.
| Datum                           | Armeekorps    | Armee               | Heeresgruppe | Schauplatz          |
| ------------------------------- | ------------- | ------------------- | ------------ | ------------------- |
| September 1939                  | Reserve       | –                   | Nord         | Polen               |
| Oktober 1939                    | XII           | 1. Armee            | C            | Saarpfalz           |
| Dezember 1939 – Januar 1940     | Reserve       | OKH                 | C            | Eiweiler, Saarpfalz |
| Mai 1940                        | Reserve       | 16. Armee           | A            | Luxemburg           |
| Juni 1940                       | XXIII         | 12. Armee           | A            | Frankreich          |
| Juli 1940                       | XXXIII        | 12. Armee           | C            | Belfort, Frankreich |
| August 1940                     | XXV           | 12. Armee           | C            | Frankreich          |
| September – Oktober 1940        | XXV           | 1. Armee            | C            | Frankreich          |
| November 1940                   | LX            | 1. Armee            | D            | Frankreich          |
| Dezember 1940 – Februar 1941    | XI            | 1. Armee            | D            | Frankreich          |
| März 1941                       | XXX           | 12. Armee           | –            | Rumänien            |
| April bis Mai 1941              | XXXX          | 12. Armee           | –            | Griechenland        |
| Juni 1941                       | Reserve       | 12. Armee           | –            | Jugoslawien         |
| Juli 41                         | Reserve       | OKH                 | Süd          | Jassy               |
| August – Oktober 1941           | LIV           | 11. Armee           | Süd          | Nikolajew, Perekop  |
| November – Dezember 1941        | XXXXII        | 11. Armee           | Süd          | Krim                |
| Januar 1942                     | Reserve       | 1. Panzerarmee      | Süd          | Mius, Taganrog      |
| Februar – Mai 1942              | XIV           | 1. Panzerarmee      | Süd          | Mius                |
| Juni 1942                       | XIV           | –                   | Süd          | Mius                |
| Juli 1942                       | LVII          | –                   | Süd          | Mius                |
| August 1942                     | XXXXIX        | 17. Armee           | A            | Kaukasus            |
| September 1942 – September 1943 | V             | 17. Armee           | A            | Noworossijsk        |
| Oktober 1943                    | XXIX          | 6. Armee            | A            | Melitopol           |
| November – Dezember 1943        | XXXXIV        | 6. Armee            | A            | Melitopol           |
| Januar – Februar 1944           | XXXXIV        | 3. rumänische Armee | A            | Melitopol           |
| März 1944                       | V             | 17. Armee           | A            | Kertsch, Krim       |
| April 1944                      | V             | 17. Armee           | Südukraine   | Sewastopol          |
| Mai 1944                        | –             | Reserve             | Südukraine   | Rumänien            |
| Juni – Juli 1944                | Neugliederung | –                   | –            | Debrecen, Ungarn    |
| August 1944                     | IV. SS        | 9. Armee            | Mitte        | „Praga“, Warschau   |
| September 1944                  | IV. SS        | 9. Armee            | Mitte        | „Praga“, Warschau   |
| Oktober – November 1944         | XXXXVI        | 9. Armee            | Mitte        | Modlin, Warschau    |
| Dezember 1944 – Januar 1945     | XXXXVI        | 9. Armee            | A            | Modlin, Warschau    |
| Februar 1945 – März 1945        | XXVII         | 2. Armee            | Weichsel     | Westpreußen         |
| April 1945                      | Reserve       | OKH                 | –            | Westpreußen, Danzig |

## Gliederung

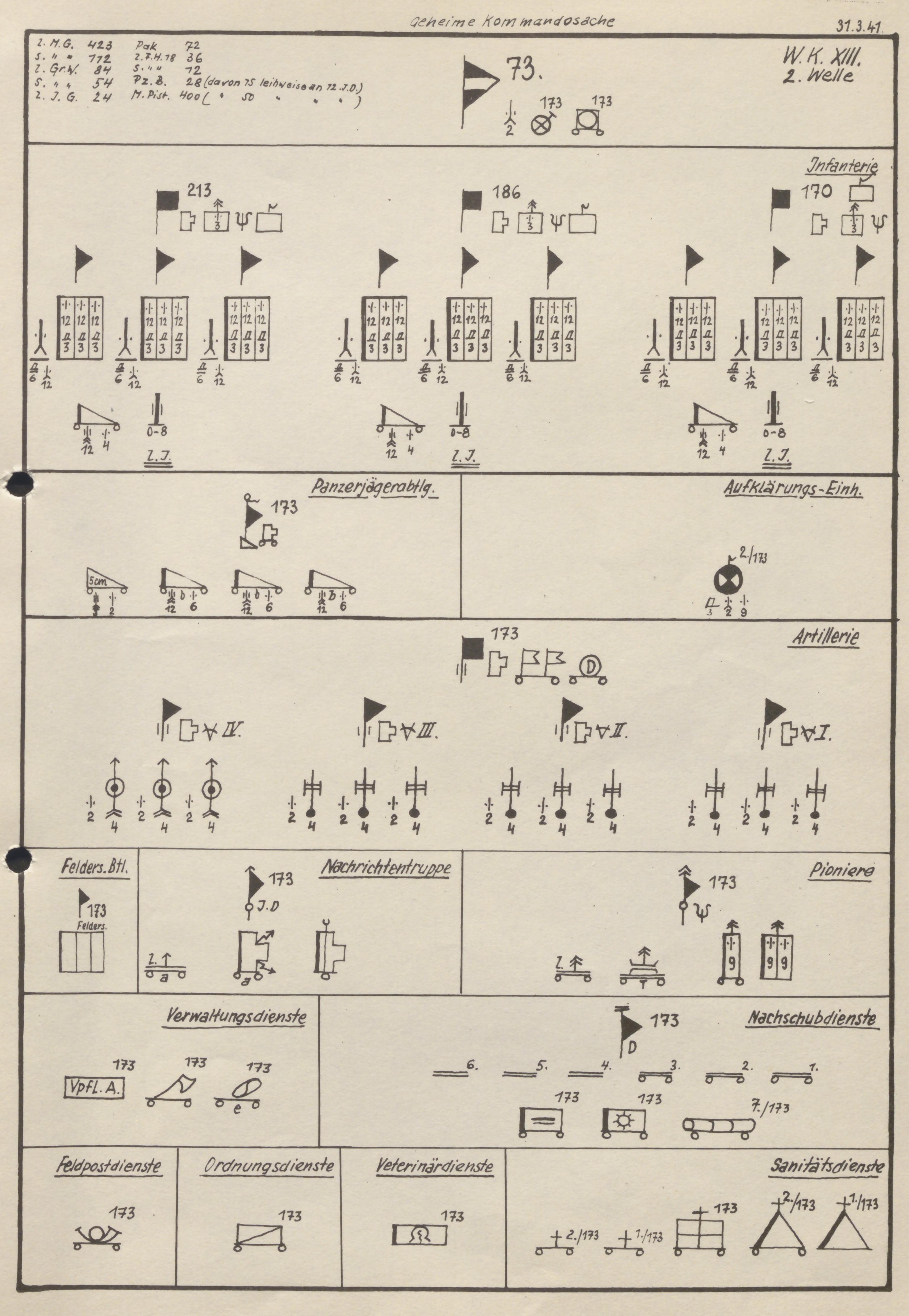
Gliederung der 73. Inf. Div. am 31. März 1941, taktische Zeichen

| 1939                       | 1942                      | 1943–1945                 |
| Infanterie-Regiment 170    | Grenadier-Regiment 170    | Grenadier-Regiment 170    |
| Infanterie-Regiment 186    | Grenadier-Regiment 186    | Grenadier-Regiment 186    |
| Infanterie-Regiment 213    | Grenadier-Regiment 213    | Grenadier-Regiment 213    |
| Artillerie-Regiment 173    |                           |                           |
| Panzerabwehr-Abteilung 173 | Panzerjäger-Abteilung 173 | Panzerjäger-Abteilung 173 |
| Aufklärungs-Abteilung 173  | Radfahr-Schwadron 173     | Füsilier-Bataillon 73     |
| Pionier-Bataillon 173      |                           |                           |
| Nachrichten-Abteilung 173  |                           |                           |
| Feldersatz-Bataillon 173   |                           |                           |
| Versorgungseinheiten 173   |                           |                           |

## Personen
| Dienstzeit                                                      | Dienstgrad             | Name                                      |
| --------------------------------------------------------------- | ---------------------- | ----------------------------------------- |
| 1. bis 29. September 1939                                       | General der Artillerie | Friedrich von Rabenau                     |
| 29. September 1939 bis 29. Oktober 1941                         | General der Infanterie | Bruno Bieler                              |
| 1. November 1941 bis 1. Februar 1943                            | General der Infanterie | Rudolf von Bünau                          |
| 1. Februar bis 7. September 1943                                | Generalmajor           | Johannes Nedtwig                          |
| 7. September 1943 bis 13. Mai 1944, danach Kriegsgefangenschaft | Generalleutnant        | Hermann Böhme                             |
| 26. Juni bis 29. Juli 1944, danach Kriegsgefangenschaft         | Generalleutnant        | Friedrich von Franek                      |
| 30. Juli bis 7. September 1944                                  | Oberst                 | Kurt Hähling (mit der Führung beauftragt) |
| 7. September 1944 bis 10. April 1945                            | Generalmajor           | Franz Schlieper                           |

| Dienstzeit                              | Dienstgrad     | Name             |
| --------------------------------------- | -------------- | ---------------- |
| 26. August 1939 bis 10. März 1940       | Major          | Robert Macher    |
| 10. März 1940 bis 10. Juni 1942         | Major          | Georg Buntrock   |
| 10. Juni bis August 1942                | Major          | Helmut Ziervogel |
| August bis September 1942               | Major          | Fritjof Heyse    |
| September 1942 bis 1. März 1943         | Hauptmann      | Roland Wagner    |
| März bis Dezember 1943                  | Major          | Rudolf Japs      |
| 1. Dezember 1943 bis 25. September 1944 | Oberstleutnant | Otto Becker      |
| 25. September 1944 bis 5. April 1945    | Major          | Franz Lang       |

## Bekannte Divisionsangehörige (Auswahl)
- Johannes Gerber (1919–2004), war von 1978 bis 1980, als Generalmajor des Heeres der Bundeswehr, stellvertretender Kommandierender General des III. Korps
- Kurt Hähling (1897–1983), war von 1953 bis 1963 für die NDPD Abgeordneter des Bezirkstages Dresden und stellvertretender Vorsitzender seiner Partei
- Otto Hitzfeld (1898–1990), war von Juli 1941 bis August 1942 Kommandeur des Infanterie-Regiments 213
- Ignaz Peslmüller (1897–1957), Kommandeur des Artillerieregiments 173